# George Cecil Ives
George Cecil Ives ( Frankfurt, 1. listopada 1867. – Hampstead/Middlesex, 4. lipnja 1950.) bio je engleski pjesnik, pisac, kazneni reformator i rani zagovornik reforme zakona o homoseksualnosti.

## Život i karijera
Ives je bio izvanbračni sin engleskog časnika Gordona Maynarda Ivesa i Jane Violet Tyler. Odgojila ga je njegova baka po ocu, Emma Ives. Živjeli su  Bentwortha u Hampshireu i juga Francuske. Majku je sreo samo dvaput, a s ocem je imao trubulentnu vezu.
Ives se školovao kod kuće i na Magdalene Collegeu, Cambridge, gdje je počeo skupljati 45 svezaka spomenara (između 1892. i 1949. godine). Ovi se albumi sastoje od isječaka tema kao što su ubojstva, kazne, nakaze, teorije zločina i kažnjavanja, transvestitizam, psihologija roda, homoseksualnost, rezultati kriketa i pisma koja je pisao u novinama. Interes za kriketom doveo ga je do odigravanja jedne prvoklasne utakmice za klub Marylebone 1902. godine.
Bio je član Humanitarian League (Humanitarna liga) od 1891. do 1919., radikalne grupe koja je vjerovala da je zlo uzrokovati ikakav nepotreban bol drugim bićima.
Ives je upoznao Oscara Wildea u Authors' Clubu u Londonu 1892. godine. Tada je već radio na suzbijanju diskriminacije protiv homoseksualaca što naziva Ciljem. Nadao se da će se Wilde pridružiti Cilju, ali bio je razočaran. Godine 1893. lord Alfred Douglas, s kojim je imao kratku vezu, upoznao ga je s nekoliko oksfordskih pjesnika koje je Ives također pokušao regrutirati.
Do 1897. godine Ives je stvorio i Red Heroneje (Order of Chaeronea), tajno društvo homoseksualaca koje je dobilo ime po mjestu bitke u kojoj je sveta četa Tebe konačno uništena 338. godine prije Krista. Članovi su bili Charles Kains Jackson, Samuel Elsworth Cottam, Montague Summers i John Gambril Nicholson.
Iste godine je Ives posjetio Edwarda Carpentera u Millthorpeu. To je bio početak njihova prijateljstva.
Ives je živio u ulici Adelaide Road 196 u Londonu 1911. godine. Zaposlio je svojega dugogodišnjeg prijatelja Jamesa Goddarda kao sobara. Njegova žena i djeca također su bili zaposleni kod njega.
Ives je zajedno s Edwardom Carpenterom, Magnusom Hirschfeldom, Laurenceom Housmanom i drugima osnovao Britansko društvo za proučavanje psihologije seksualnosti 1914. godine. Također, Ives je održavao kontakt s drugim progresivnim psiholozima poput Havelocka Ellisa i profesora Cesarea Lombrosa.
Teme kojima se Društvo bavilo u predavanjima i publikacijama uključivale su: promociju znanstvenog proučavanja spola i racionalniji odnos prema seksualnom ponašanju, problemi i pitanja povezana sa seksualnom psihologijom (s medicinskoga, pravnoga i sociološkog aspekta), kontrolom rađanja, pobačajem, sterilizacijom, spolnim bolestima i svim aspektima prostitucije. Godine 1931. organizacija je postala Britansko seksološko društvo. Ives je bio arhivist Društva čije papire danas drži Harry Ransom Center na Sveučilištu u Teksasu u Austinu.
Također posjećivao zatvore širom Europe i specijalizirao se za proučavanje kaznenih metoda, posebno engleske. Predavao je i objavljivao knjige na tu temu. Umro je u Londonu 1950. u dobi od 82 godine, kremiran je u krematoriju Golders Green, a sahranjen u selu Bentworthu u Hampshireu.

## Ivesovi papiri
Po svojoj smrti George Ives ostavio je veliku kolekciju koja je pokrivala njegov život i rad između 1874. i 1949. godine. Papire je 1977. kupio istraživački centar Harry Ransom Sveučilišta u Teksasu u Austinu. Podijeljeni su u četiri odjeljka:

### I. Prepiska, 1874. – 1936.
Ovaj odjeljak sadrži pozivnice i pisma u vezi s njegovim spisima i predavanjima o reformi zatvora, sodomiji, Britanskom društvu za proučavanje seksualne psihologije i drugim temama. Dopisnici su mu bili Adolf Brand, Oscar Browning, Edward Carpenter, Havelock Ellis, Norman Gale, Augustus Hare, Ernest Jones, Cesare Lombroso, CM North, Reggie Turner i Edward Westermarck.

### II. Works, 1897. – 1937.
Ovdje su grupirani primjeri Ivesovih objavljenih djela, predavanja, bilježaka i uzoraka stihova (i kao strojopise i kao holografe). Teme koje su zastupljene uključuju: reformu zatvora, zločin i kažnjavanje, povijesni pogledi na seksualnost, religiju.

### III. Dnevnici, 1886. – 1949.
Glavninu materijala čini 122 toma dnevnika koje je Ives vodio od devetnaeste godine do otprilike šest mjeseci prije smrti u osamdeset drugoj godini. Većina dnevnika ima dnevne zapise razdoblja od 20. prosinca 1886. do 16. studenog 1949.
Pogled koji Ives pruža u svom dnevniku o životu engleskiih homoseksualaca više srednje klase od kraja devetnaestog vijeka do sredine dvadesetog posebno je zanimljiv za razumijevanje pokreta homoseksualaca u Engleskoj toga vremena. Sadržaj varira od opisnih dojmova o društvenim događajima do detaljnih ispitivanjā njegovih prijatelja i poznanika, analizā postupanja s kriminalcima i rada zatvora. Od trinaestoga sveska Ives je indeksirao svoje dnevnike i često se njima koristio kada se pripremao za predavanja ili pisanje drugih tekstova.

### IV. Razno, 1888. – 1949.
Ovaj odjeljak sadrži pravila i voštani pečat Reda Heroneje, zajedno s katalogom knjižnice Britanskog društva za proučavanje psihologije seksualnosti i spomenar kritike te dijelove triju njegovih knjiga: Erosov tron (Eros' Throne, 1900.), Povijest kaznenih metoda (A History of Penal Methods, 1914.) i Prepreke ljudskom napretku (Obstacles to Human Progress, 1939.). Postoji i korektura predgovora Georgea Bernarda Shawa knjige Engleski zatvori danas (English Prisons Today, 1922.) prije izmjena.

## Raffles
Bio je model za Rafflesa, izmišljenoga viktorijanskog gospodina lopova, prema Andrewu Lycettu. Lycett kaže da tvorac Rafflesa, E. W. Hornung, možda nije shvaćao ovu seksualnu stranu Ivesovog lika, ali da Raffles uživa u izuzetno intimnoj vezi sa svojim pomoćnikom Bunny Mandersom.

### Stihovi
- Knjiga lanaca (Book of Chains, 1897.)
- Erosovo prijestolje (Eros' Throne, 1900.)

### Nefiktivna djela
- Metode kažnjavanja u srednjem vijeku (Penal Methods in the Middle Ages, 1910.)
- Liječenje zločina (The Treatment of Crime, 1912.)
- Povijest kaznenih metoda: zločinci, vještice, luđaci (A History of Penal Methods: Criminals, Witches, Lunatics, 1914.)
- Spol, struktura i ekstraorganske navike određenih životinja (The Sexes, Structure, & "Extra-organic" Habits of certain Animals, 1918.)
- Opetovano proširivanje krivičnog zakona (The Continued Extension of the Criminal Law, 1922.)
- Engleski zatvori danas (English Prisons Today, predgovor G. B. Shawa, 1922.)
- Grčko-rimski pogled na mladost (Graeco-Roman View of Youth, 1926.)
- Prepreke ljudskom napretku (Obstacles to Human Progress, 1939.)
- Nevolje adolescenta (The Plight of the Adolescent)

### Fikcija
- Nestali baronet (The Missing Baronet, 1914.)